# Крушельницький Богдан Антонович
Богда́н Анто́нович Крушельни́цький (1906, Станиславів, нині Івано-Франківськ — 3 листопада 1937, Сандармох, Карелія) — український економіст, педагог. Брат Володимири Крушельницької, Івана Крушельницького, Тараса Крушельницького й Остапа Крушельницького. Стрийко (дядько) Лариси Крушельницької та Марії Тарасівни Крушельницької.
Жертва сталінського терору.

## Життєпис
Народився в місті Станиславів (нині місто Івано-Франківськ) у сім'ї Антіна Крушельницького та Марії Крушельницької. Навчався в Українській господарській академії в Подєбрадах і Карловому університеті в Празі (Чехословаччина). Вивчав економіку аграрного виробництва. Одружився з Наталею Мельник, донькою професора Карлового університету — Валеріана Мельника. 1930 р. у часописі «Нові шляхи» (т. 7) вмістив розвідку «Реконструкція та раціоналізація промисловості України». Автор підручника з матеріальної економіки.
У травні 1934 року разом з дружиною та іншими членами родини виїхав в УРСР, де на той час жили його сестра та брат Іван. У Харкові працював у НДІ тваринництва.
Після арешту в листопаді 1934 року його братів Тараса та Івана, у грудні цього ж року також заарештований разом з сестрою. 26 березня 1935 року Особлива нарада при НКВС СРСР засудила його до 5 років позбавлення волі у таборах ГУЛАГ CCCP. Відбував покарання в Біломорсько-Балтійському таборі — на Соловках.
Постановою окремої трійки Управління НКВД СРСР по Ленінградській області від 9 жовтня 1937 року дістав найвищу кару (розстріл). Вивезений з островів з великим етапом в'язнів Соловецької тюрми і страчений 3 листопада 1937 року в урочищі Сандармох, що лежить поблизу Повенецької затоки Онезького озера, більш як за 15 км від робітничого селища Медвежа Гора (нині Медвеж'єгорськ, Республіка Карелія, РФ).
Реабілітований ще в комуністичні часи — Харківським обласним судом 19 грудня 1958 року.